# Букода (Вашингтон)
Букода (енгл. Bucoda) град је у америчкој савезној држави Вашингтон. По попису становништва из 2010. у њему је живело 562 становника.

## Демографија
Према попису становништва из 2010. у граду је живело 562 становника, што је 66 (10,5%) становника мање него 2000. године.
| Група             | 2000.       | 2010.       |
| Белци             | 576 (91,7%) | 499 (88,8%) |
| Афроамериканци    | 0 (0,0%)    | 7 (1,2%)    |
| Азијати           | 14 (2,2%)   | 3 (0,5%)    |
| Хиспаноамериканци | 13 (2,1%)   | 32 (5,7%)   |
| Укупно            | 628         | 562         |